# Chippewa River
Chippewa River er en omkring 195 km lang biflod til Minnesota River, i det vestlige og sydvestlige Minnesota in i USA. Via Minnesota River, er en del af floden Mississippis afvandingsområde.

## Floden løb
Chippewa River kommer fra Chippewa Lake i Douglas County, 11.3 km nordvest for Alexandria, og passerer adskillige søer i sit øvre løb. Den løber mod vest gennem Grant County, hvor den drejer i mere sydlig retning , gennem Pope, Stevens, Swift og Chippewa Counties. Floden passerer byerne Hoffman, Cyrus og Benson; den forenes med Minnesota River i Montevideo. Nogle dele af floden , især i i Pope og Swift Counties, er blevet rettet ud og kanaliseret.
I Pope County, modtager Chippewa River Little Chippewa River, der er 70 km lang, og løber gennem Douglas og Pope Counties. Ved Benson møder den East Branch Chippewa River, der er omkring 145 km lang, og kommer fra den sydøstlige del af Douglas County og løber mest mod syd i Pope County, gennem adskillige søer, ind i Swift County, hvor den drejer mod vest.
44°56′05″N 95°44′00″V / 44.9346792°N 95.7333596°V